# W55
W55 foi uma linha de ogivas termonucleares Estados Unidos para ser usada em mísseis, ela começou a ser projetada em meados da década de 1960, e foram produzidas de 1964 a 1968 com um total de 285 ogivas W55, elas começaram a ser aposentadas na década de 1990 com as últimas sendo desmanteladas em 1996.
O rendimento varia de 1,5 e 200 quilotons de TNT, fontes sugeriram que esta ogiva evoluiu de a partir de uma bomba experimental testada em 22 de julho de 1958 durante a Operação Hardtack com a alcunha de Olive com uma potência calculada de 202 quiloton.
A W55 tinha 35 centímetros de diâmetro, 1 metro de comprimento e pesava 213 quilogramas.
Segundo o pesquisador Chuck Hansen o utilizava o Kinglet Primário, o mesmo utilizado na ogiva W58.